# Caudron C.27
Dimensions
Le Caudron C.27 est un biplan français, d'entrainement de base biplace dessiné par l'ingénieur Paul Deville. L'avion a également concouru avec succès en compétition dans les années 1920.

## Histoire
La date exacte du premier vol, piloté par Georges Boulard (1891-1981), n'est pas connu mais l'avion a volé publiquement à Orly à la fin de juin 1922. Il était piloté par Joseph Thoret (1892-1971), qui a particulièrement impressionné les spectateurs avec une performance acrobatique soignée, la dernière partie avec son moteur éteint.
Deux ans plus tard, un C.27 piloté par Patin a remporté la Zenith Cup 1924, un trophée basé sur la consommation de carburant et la capacité de charge et Adrienne Bolland (1895-1975) a établi un record féminin dans un autre C.27 en effectuant 212 boucles consécutives.
Un C.128 est arrivé deuxième de la Zenith Cup de 1926.  
En septembre 1927, un C.128 remporta un prix en transportant cinq personnes lors d'un rallye en Auvergne. 
En septembre 1928, les pilotes Mauler et Baud, avec le caméraman Cohendy, entreprirent un vol, effectué par étapes d'environ 350 à 400 km de Paris au Cap de Bonne-Espérance via la côte ouest-africaine. Le vol était organisé par le journal « Le Petit Parisien » et par Paramount films, pour qui Cohendy a enregistré leur voyage. C'était le premier vol de la France au Cap. Ils sont ensuite rentrés à Paris après un périble d'environ 35 000 km au total.
En 1930, un C.128 modifié, commandé par la « Société pour le développement de l'aviation » et désigné C.128/2 a été équipé pour permettre à un acrobate de s'accrocher à un trapèze sous l'avion et aussi pour permettre de marcher sur les ailes.

## Description
Lors de sa présentation au Salon de Paris de 1922, le C.27 était présenté comme le deuxième d'une série de trois avions d'entrainement de plus en plus performants, commençant par le Caudron G.3 et se terminant par le plus puissant, le Caudron C.59, bien que Hauet le classe comme avion d'entrainement de base.
C'était un biplan à deux baies, sans décalage ni dièdre significatif. Il avait des ailes rectangulaires, chacune construite autour de deux longerons en bois et recouvertes de tissu. Elles étaient contreventées par des entretoises interplans parallèles, assistées par des haubans en corde à piano. Il y avait de simples entretoises parallèles entre la section centrale supérieure de l'aile et les longerons supérieurs du fuselage. Les ailerons n'étaient montés que sur l'aile supérieure.
Le C.27 était propulsé par un moteur neuf cylindres en étoile refroidi par air Le Rhône 9C de 80 ch (60 kW), entraînant une hélice à bipale, capoté sur ses trois quarts supérieurs. 
Derrière le moteur, le fuselage avait une structure de poutre à contreventement. Les deux cockpits ouverts étaient en tandem entre les ailes, l'élève légèrement en avant de la mi-corde et l'instructeur juste derrière sous le bord de fuite, qui avait une découpe arrondie pour améliorer sa visibilité. 
À la queue, une longue dérive triangulaire peu élevée portait un gouvernail équilibré à bords droits qui descendait jusqu'à la quille. L'empennage était monté sur le dessus du fuselage et les volets étaient coupés au centre pour permettre le mouvement du gouvernail. 

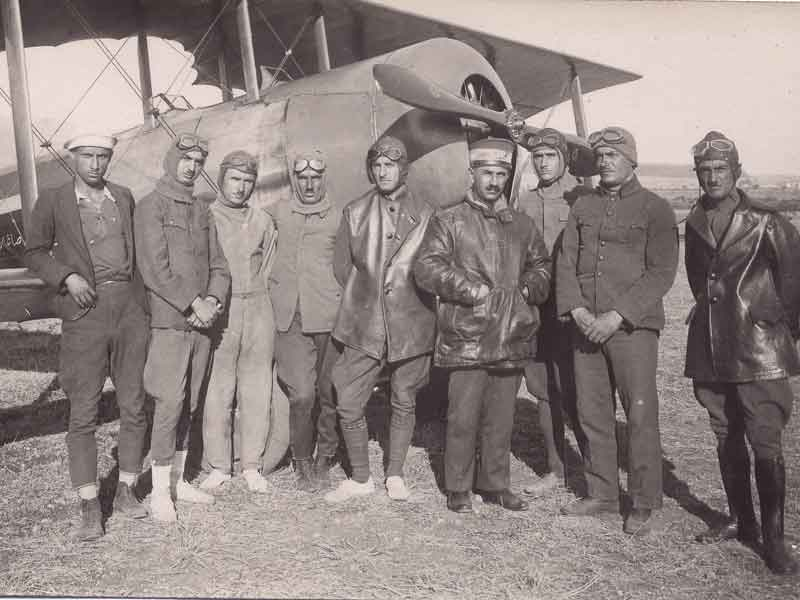
Un Caudron C.27 en service en Turquie.

Le C.27 avait un train d'atterrissage à patin arrière fixe avec ses roues sur un seul essieu soutenu par deux paires de jambes de force en V sous le fuselage. Les membres avant de ceux-ci étaient à l'origine doubles avec un amortisseur dans leurs parties supérieures, ainsi qu'un déport central soigneusement calibré pour éviter les cabrages, mais le système a été bientôt abandonné et les doubles entretoises remplacées par des simples.
Au moins un C.27 volait avec un moteur Anzani de 80 ch (60 kW). Le nom C.27 a été utilisé au moins jusqu'au milieu de 1924, mais au Salon de Paris, L'Aérophile a noté que la désignation avait changé en C.127,.
À partir de 1925, plusieurs sont équipés de moteurs à neuf cylindres en étoile Clerget 9B de 130 ch (97 kW) et désignés C.125.
Le C.128 était également très similaire mais propulsé par un Salmson 9AC de 120 ch (89 kW), un moteur neuf cylindres en étoile refroidi par air. Celui-ci avait un diamètre plus petit que les précédents et était monté dans un nez effilé avec ses cylindres visibles. Il y avait une augmentation de 14% du poids à vide par rapport au C.127 et une légère augmentation de la portée et de la surface. Au moins cinq C.128 ont été construits ou convertis.
Au moins vingt et un appareils C.27, C.125, C.127 et C.128 figuraient au registre d'immatriculation français.

### Variantes

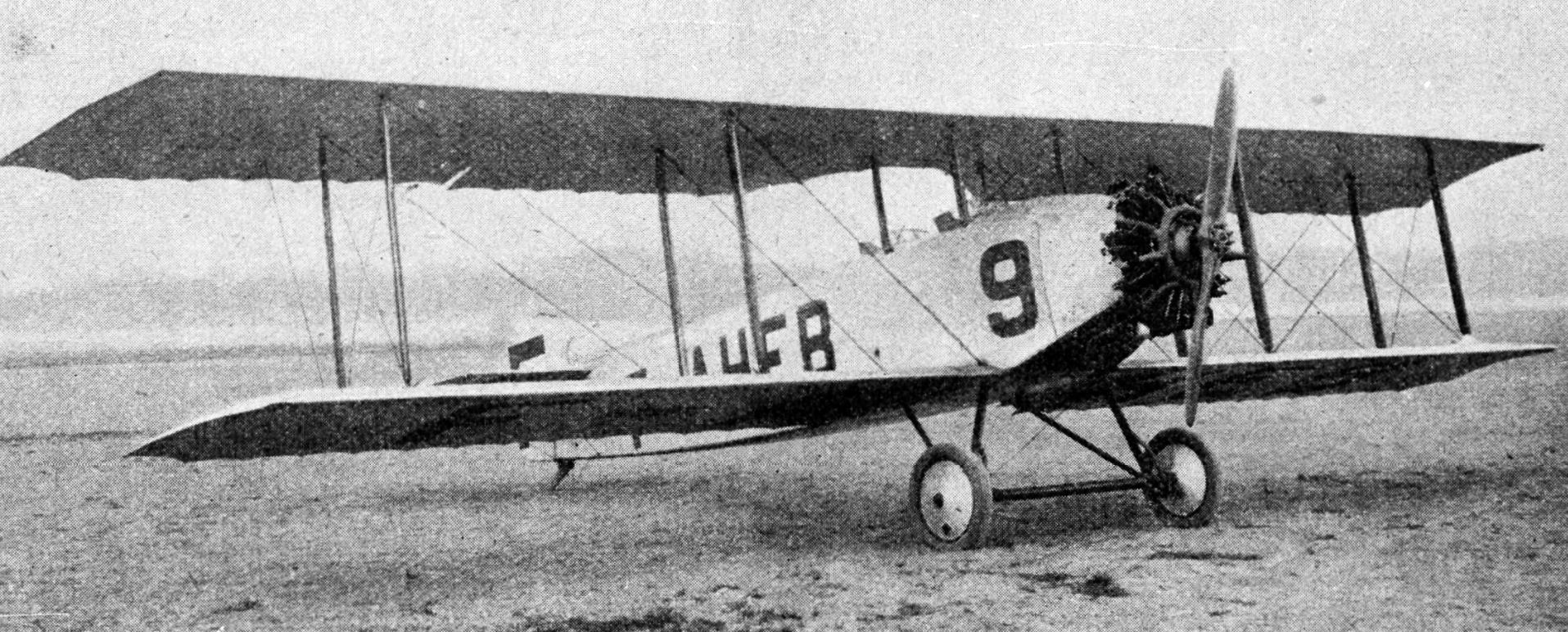
Un Caudron C.128 photographié en janvier 1926.

- C.27 - Avion d'origine à moteur de 80 ch (60 kW) Le Rhône 9C. Des moteurs Anzani de 70 à 80 ch ont également été installés.
- C.125 - Identique aux C.27 et C.127 mais avec moteur Clerget 9B de 130 ch (97 kW).
- C.127 - Type d'origine redessiné avec seulement des modifications mineures, même moteur Le Rhône 9C.
- C.128 - Comme les C.27 et C.127 mais avec un moteur Salmson 9AC de 120 ch (89 kW) et une plus grande capacité d'emport. Certains étaient à trois places, avec un troisième cockpit un peu plus à l'arrière.
- C.128/2 - C.128 modifié pour l'acrobatie aérienne.